# Begonia silletensis
Espèce
Synonymes
- Casparya silletensis A. DC.[2]

Begonia silletensis est une espèce de plantes de la famille des Begoniaceae.
L'espèce fait partie de la section Sphenanthera.
Elle a été décrite en 1879 par Charles Baron Clarke (1832-1906).

## Répartition géographique
Cette espèce est originaire des pays suivants : Chine ; Inde.

## Liste des sous-espèces
Selon World Checklist of Selected Plant Families (WCSP) (23 février 2017) :
- sous-espèce Begonia silletensis subsp. mengyangensis Tebbitt & K.Y.Guan (2002)
- sous-espèce Begonia silletensis subsp. silletensis

Selon NCBI (23 février 2017) :
- sous-espèce Begonia silletensis subsp. mengyangensis

Selon Tropicos (23 février 2017) (Attention liste brute contenant possiblement des synonymes) :
- sous-espèce Begonia silletensis subsp. mengyangensis Tebbitt & K.Y. Guan
- sous-espèce Begonia silletensis subsp. silletensis